# Ricardo Ortiz
Ricardo Alberto Ortiz Pérez (buenos Aires)6 de febrero de 1957) es un entrenador argentino de fútbol y actualmente es el entrenador del Central Español Fútbol Club. Dirigió en diversos clubes de Uruguay, Chile, Perú y Honduras.

## Trayectoria

### Como futbolista
Ricardo Alberto Ortiz Saldaña nació en Montevideo, Uruguay el 6 de febrero de 1959. Como futbolista, integró los planteles de las divisiones juveniles de Defensor Sporting y su debut como futbolista profesional, fue precisamente en el Defensor Sporting. Campeón de 1976, titular número 5, aguerrido pero inteligente y con buen trato de balón. Luego de Defensor, el club que lo vio nacer, lo compra Peñarol, por una cifra importante parra el momento, luego va a jugar al exterior, con el Deportes Tolima de Colombia.
Se lesionó a muy temprana edad, fue figura de todas las divisiones juveniles de la Selección Nacional, teniendo a compañero a prestigiosos jugadores como Juan Ramón Carrasco. Obtuvo campeonatos en juveniles de la Selección Nacional.

### Como entrenador
Comenzó dirigiendo El tanque Sysley, cuadro que ascendió a primera división (primera vez en la historia del club hasta ese entonces), Luego de tal espectacular campeonato El "Tato" Ortiz es llamado por uno de los cuadro más grande del país, el Club Atlético Peñarol en 1991, club con el cual antes como jugador, ganó 2 títulos locales, 2 Copa Libertadores de América y 1 Copa Intercontinental. Su periodo en la banca del club de la capital uruguaya, duró hasta el año siguiente. Después, continuó un periplo de dirigir en clubes como Cobresal y Arturo Fernández Vial de Chile , Defensor sporting, con el cual logró el campeonato de 1997 con un plantel conformado con quienes fueran grande figuras, como Nicolás Olivera, Andrés Fleurquin; Gustavo Biscayzacu. También dirigió a Fénix, Racing, River Plate y Cerro de su país entre los más importantes. Estuvo a 3 puntos de salir campeón con Club Atlético Cerro, en el año 2012.

## Clubes

### Como jugador
| Club              | País     | Año       |
| ----------------- | -------- | --------- |
| Defensor Sporting | Uruguay  | 1974-1980 |
| Peñarol           | Uruguay  | 1981-1982 |
| Deportes Tolima   | Colombia | 1983-1985 |

### Como entrenador
| Club                  | País     | Año       |
| --------------------- | -------- | --------- |
| Central Español       | Uruguay  | 1988-1989 |
| El Tanque Sisley      | Uruguay  | 1990      |
| Peñarol               | Uruguay  | 1991-1992 |
| Racing de Montevideo  | Uruguay  | 1992      |
| Fénix                 | Uruguay  | 1994      |
| Defensor Sporting     | Uruguay  | 1996      |
| Cobresal              | Chile    | 1998      |
| Arturo Fernández Vial | Chile    | 1999      |
| Santiago Morning      | Chile    | 2001      |
| River Plate           | Uruguay  | 2001      |
| Defensor Sporting     | Uruguay  | 2002      |
| Universitario         | Perú     | 2003      |
| Deportivo Maldonado   | Uruguay  | 2004      |
| Universidad           | Honduras | 2005      |
| Real España           | Honduras | 2005      |
| Sportivo Cerrito      | Uruguay  | 2006      |
| Vida                  | Honduras | 2006-2007 |
| Arturo Fernández Vial | Chile    | 2007-2008 |
| Victoria              | Honduras | 2009-2010 |
| Cerro                 | Uruguay  | 2011-2013 |
| Platense              | Honduras | 2015      |
| Atenas                | Uruguay  | 2016      |
| Atenas                | Uruguay  | 2018      |

## Palmarés

### Campeonatos nacionales
| Título              | Equipo   | País    | Año  |
| ------------------- | -------- | ------- | ---- |
| Campeonato Uruguayo | Defensor | Uruguay | 1976 |
| Campeonato Uruguayo | Peñarol  | Uruguay | 1981 |
| Campeonato Uruguayo | Peñarol  | Uruguay | 1982 |

### Copas internacionales
| Título                | Equipo  | País    | Año  |
| --------------------- | ------- | ------- | ---- |
| Copa Libertadores     | Peñarol | Uruguay | 1982 |
| Copa Intercontinental | Peñarol | Uruguay | 1982 |